# Szerémi borvidék
A Szerémi borvidék vagy Szerémségi borvidék (szerbül: Sremski rejon) történelmi borvidék Szerbia és kisebb részt Horvátország területén, a Szerémségben, a Tarcal-hegység lejtőin (a Fruška Gora Nemzeti Park területét kivéve) és a Duna mentén. Már a római korban létezett, a sirmiumi születésű Probus római császár nagyarányú szőlőtelepítést folytatott itt. A török hódoltságig a Magyar Királyság legjobb bortermő helyének számított; a szerémi borokat a középkorban a borok királyaként ismerték.
Nem tehetem, hogy a Szerémség boráról hallgassak, mely annyira kellemes, hogy a föld kerekségén nehéz lenne párját találni.
A fejlődést ugyanakkor gyorsan lerombolta a török hódítás. A szőlőművesek más tájakra, többek között a Tokaji borvidékre költöztek. A törökök kiűzése után, az Osztrák–Magyar Monarchia időszaka alatt a szerémségi szőlőtermesztés és a bortermelés újra elterjedt. A trianoni békeszerződés elszakította hagyományos piacaitól, és így visszafejlődve élt tovább, bár a borkészítés nem szűnt meg teljesen. A második világháború után csak az állami gazdaságoktól kerülhetett kereskedelembe bor, a minőségi szempontokat pedig felülírták a mennyiségiek. Jugoszlávia szétesése tette újra lehetővé a magángazdaságok működését.

## Földrajz
A borvidék a Kárpát-medence déli részén, a Szerémség dombvidéki területein található. Fő termőterületei a Duna jobb partján kelet–nyugati irányban mintegy 80 km hosszan elnyúló Tarcal-hegység lejtőin fekszenek. Túlnyomó része Szerbiához, kisebb része Horvátországhoz tartozik. A térség tengerszint feletti magassága 70 és 300 m között változik, ezen belül a szőlők java része 90 m és 270 m között fekszik. A lejtők mérsékelt vagy enyhe meredekségűek. A meghatározó talajtípus a feketeföld, de a hegység lejtőin előfordul barna erdőtalaj, valamint rendzina, földes kopár talaj (regoszol) és köves váztalaj (litoszol) karbonátos szubsztrátumon is.

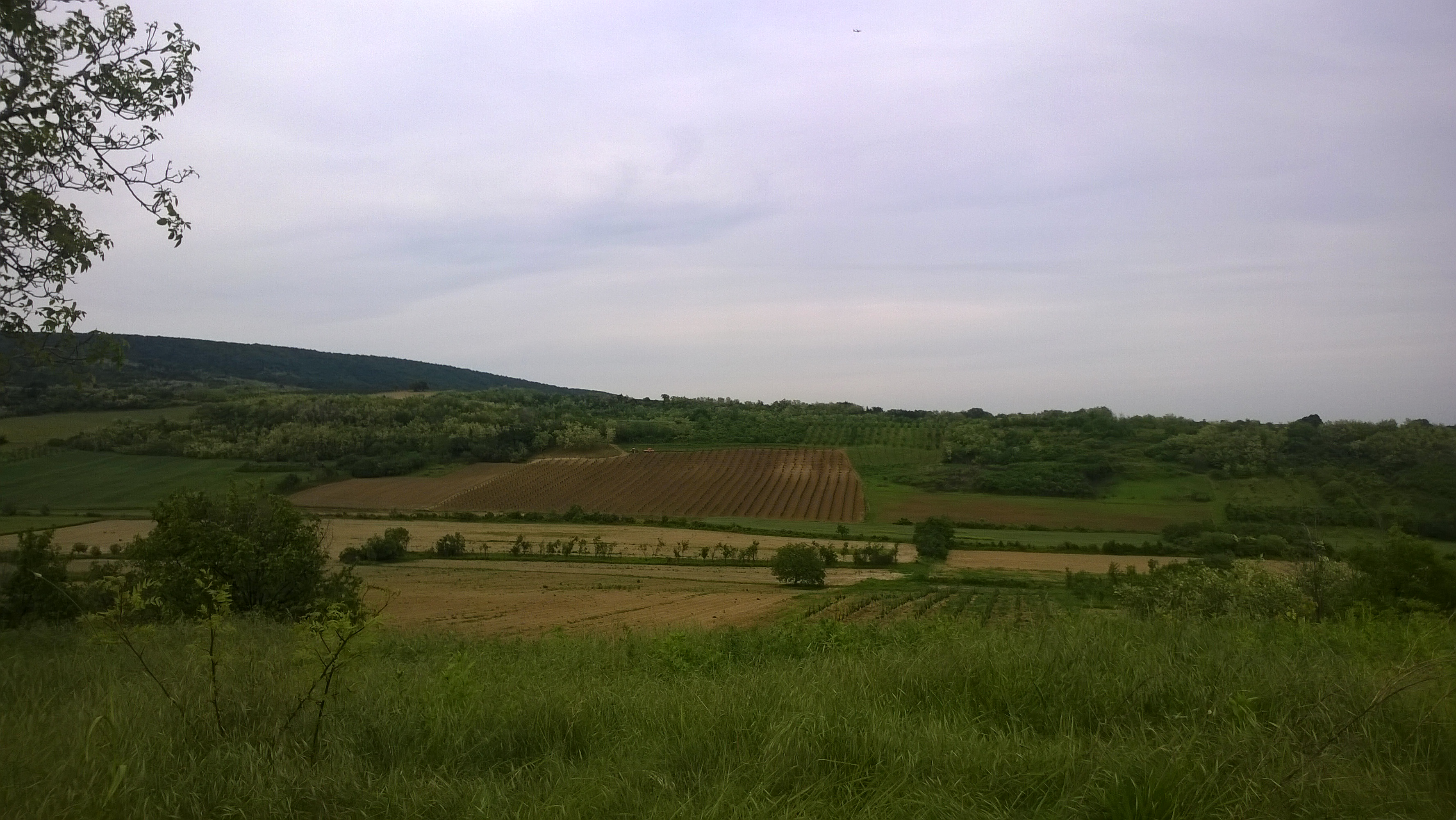
Szőlők Ürög határában

A szőlőterület a korábbi több ezer hektárról napjainkra lecsökkent, a 2012-es mezőgazdasági cenzus adatai alapján 2140,96 ha.

### Éghajlat
Éghajlata déli fekvésének köszönhetően kedvező, a napsütéses órák száma magas. A Tarcal-hegység védelmet biztosít az északról érkező hűvösebb levegővel szemben, déli lejtői pedig mediterrán, szubmediterrán jellegűek. A Duna és a Száva, valamint ártereik közelsége megfelelő páratartalmat biztosít.
| Mérőállomás       | AVG  | WIN    | BEDD   | HI     | CI   | DI    | N0  | N35 | N15 |
| ----------------- | ---- | ------ | ------ | ------ | ---- | ----- | --- | --- | --- |
| Karlóca           | 17,8 | 1717,7 | 1391,2 | 2150,7 | 12,8 | 148,9 | 1,4 | 2,7 | 0,5 |
| Szávaszentdemeter | 17,2 | 1591,8 | 1338,5 | 2143,1 | 10,8 | 168,4 | 3,6 | 2,4 | 2,3 |

## Történelem
A Szerémi borvidékről biztosan állítható, hogy már a római korban létezett: a szőlőművelés Domitianus és Traianus császárok gazdaságfejlesztési törekvései nyomán az 1. századra Sirmium (a Szerémség) egyik fontos gazdasági ágazatává vált. A 3. század végén a sirmiumi születésű Probus római császár nagyarányú szőlőtelepítést folytatott a Mons Almus (a Tarcal-hegység) lejtőin és a lábánál fekvő löszháton. A szőlők fontosságát növelte a Sirmiumi püspökség megalapítása.

### Középkor
A népvándorlás időszakában a terület ütközőzónának számított előbb a gepidák és a longobárdok, később a bolgárok és a frankok között. Ugyanakkor mind ők, mind a Kárpát-medencében egy időben túlsúlyba kerülő avarok, illetve a honfoglaló magyarok szívesen fogyasztották a bort, így feltehetőleg a szőlőművelés folytonos maradt. Az Árpád-korban már jelentős borszállítmányok indultak a Szerémségből; erről írásos említés először 1217-ből maradt fenn. Gertrúd magyar királyné meggyilkolása után Tőre fia Péter (a Bánk bán Petur bánja) itteni birtokait a király elkoboztatta és az egyháznak adta; ezen jött létre a Bélakúti ciszterci apátság, melynek francia és olasz szerzetesei francia fajtákkal bővítették a szőlőket, beindították a szervezett, nagy mennyiségben való szőlőtermesztést, és kapcsolataik révén hozzájárultak a szerémi borok európai elterjedéséhez. A szőlősgazdáknak adott kiváltságok előmozdították a termelést. Rajtuk kívül helyi birtokosok és távolabbi városok (Szeged, Kecskemét, Pest) polgárai is rendelkeztek szőlőbirtokokkal; egy 1522-es Bács vármegyei tizedjegyzék szerint például 77 szegedi polgár Péterváradon, Kamancon, Karomban (Karlóca), Zalánkeménben és Szerlökön (ma Ledince).
A borkereskedelem központja Karom volt. A szerzetesek javarészt szegedi kereskedőknek adták el az általuk termelt bort. A szállítás vízi úton, a Dunán és a Tiszán történt, ahonnan szekerekre rakodták át. A szerémi hordó űrmérete a 15. század közepétől a 17. század közepéig viszonylag állandó, 270–290 liter körüli volt; ez az abban a korban viszonylag nagynak számító hordóméret arra utal, hogy eleve távolsági kereskedelemre szánhatták.
A Szerémi borvidék a középkori Magyar Királyság legjobb bortermő helyének számított; az itteni borok Nagy Lajos és Mátyás király idejében már nemzetközi hírűnek számítottak. Az Adriai-tenger partvidékére raguzai kereskedők szállították. Különösen jelentős volt a lengyel export, ami érdekellentéteket is szült a szegedi és krakkói kereskedők, valamint a köztes, árumegállító joggal rendelkező városok – Kassa, Eperjes, Bártfa – polgárai között, így végül 1482-ben Mátyás királynak rendeletben kellett szabályoznia a kérdést. A királyok asztalára is innen került a bor már az árpád-házi királyok, Nagy Lajos és Zsigmond idejében is; Mátyás visegrádi palotájában a kútból szerémi bor folyt, II. Ulászló 1502-ben esküvőjére a kalocsai érsek pincéjéből hozatott 100 hordó szerémi bort; fia, II. Lajos asztalán pedig minden nap ott volt.
A szőlőfajták közül valószínűleg itt jelent meg először a kadarka – szerb közvetítéssel –, és innen terjedt el többek között az ezerjó, a furmint, a bakator, a kövidinka és a sárga muskotály is.
A fejlődést ugyanakkor gyorsan lerombolta a Nándorfehérvár elvesztésével járó 1521-es török hadjárat, majd a mohácsi vész: néhány évtizedig még van nyoma az innen származó boroknak, mint nehezen hozzáférhető, de létező termékeknek, a század közepére azonban a terület magyar lakossága elmenekült, és más borvidékeken kamatoztatta tudását. A szőlőművesek többek között Somlóra, illetve a Tokaji borvidékre költöztek; ezt alátámasztja több helység- illetve dűlőnév mellett szőlőfajták (köztük a furmint) átvitele és az aszúkészítés hirtelen megjelenése Tokajban.

### Újkor

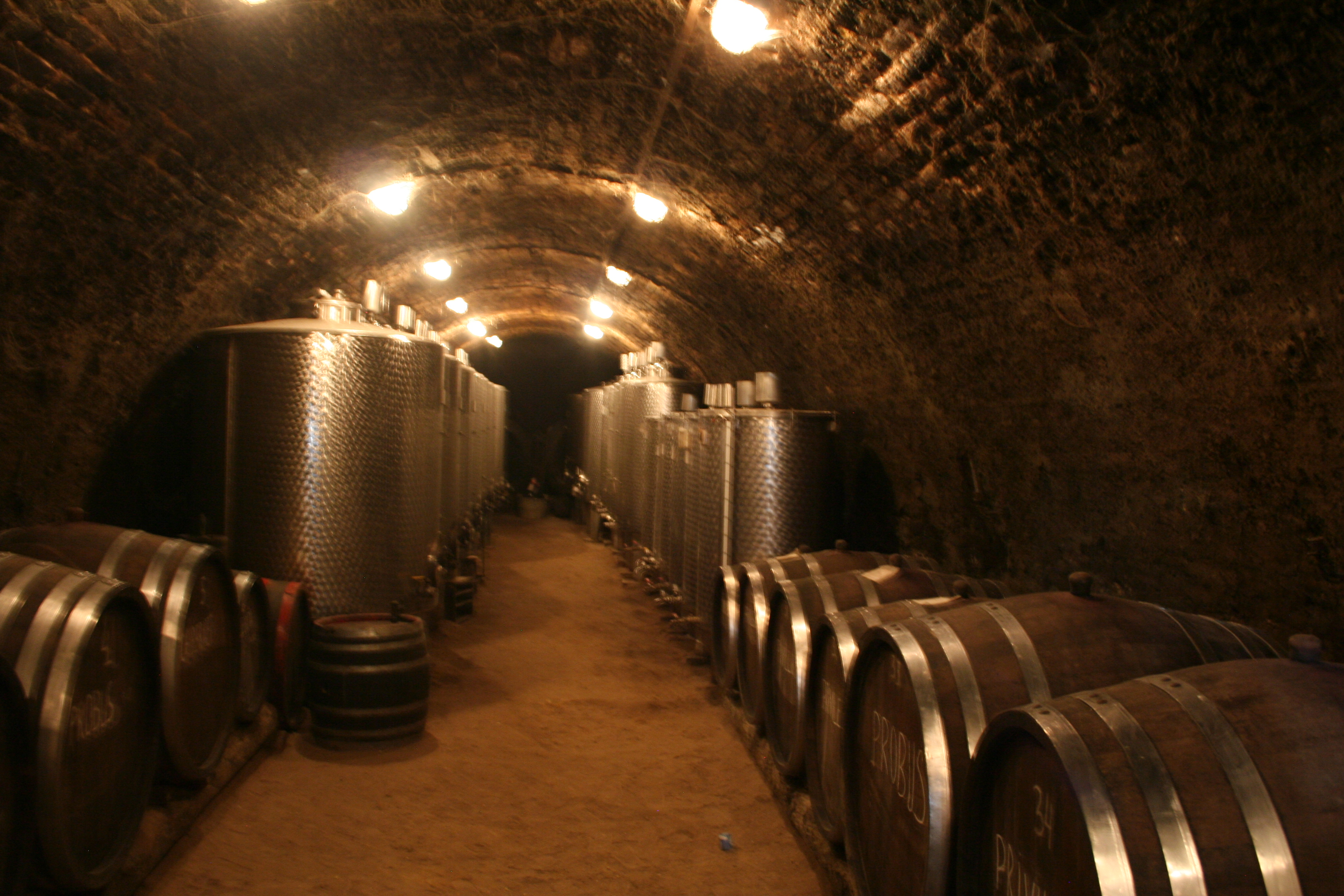
Karlócai borászat pincéje

A török hódoltság alatt a balkáni, nyílt erjesztésű vörösbortermelés nyert teret, a kadarka szőlőfajtával és a rácürmös nevű ízesített vörösborral. A törökök kiűzése után Karlóca a hódoltság korát lezáró karlócai békéről híresült el. A borvidék főként szerbekkel és horvátokkal, kisebb számban németekkel és magyarokkal népesült újra. Schams Ferenc 1833-as országos összeírása az ország 14 történelmi borvidéke közül másodikként említi a tokaji után, de ekkor borkivitele csekély volt, a borvidék helyi jelentőségűnek tekinthető.
Az Osztrák–Magyar Monarchia időszaka alatt a szerémségi szőlőtermesztés és a bortermelés újra elterjedt. A Királyi Magyar Statisztikai Hivatal 1875-ös felmérése szerint Szerém vármegyében 22 223 kataszteri hold szőlőterület volt a megye területének 1,43%-a. 50 062 hl fehér és 17 217 hl vörös mellett 63 705 hl siller (félvörös) bor készült, jobb években pedig 65 hl aszúbor is. A meghatározó vörös kadarka és fehér szlankamenka mellett a jellemző fajták a dinka, a fehér góhér és a kékfrankos voltak. Bár nagy szaktudással rendelkeztek az itteni szőlészek, a termelés egy régi, a dunántúli borvidékeken már túlhaladott módszerrel folyt: a fejmetszéses művelés során az alacsonyra hagyott tőkéket minden évben kopaszra vágták, és a szőlő az új vesszőkön termett. Sem karózást, sem sorokat nem alkalmaztak, a kapálást viszont komolyan vették. Ezzel együtt a szőlővel és borral való foglalkozás kifizetődő volt. A filoxéravész a Szerémség szőlőit gyakorlatilag megsemmisítette. Ez után – többek között a kormány által támogatott szőlőrekonstrukciónak köszönhetően – az 1890-es évek végére felépült ugyan a borvidék, de a Szabadka, Palics és Kiskunhalas környéki szőlők már háttérbe szorították.
A trianoni békeszerződés elszakította hagyományos piacaitól, s így visszafejlődve élt tovább, bár a borkészítés nem szűnt meg. A magyarországi tulajdonosokat a hatóságok egy ideig nem háborgatták, de a közlekedés megnehezülése, valamint a szőlő és bor szállításának ellehetetlenülése miatt sokan eladták szőlőiket. Jugoszlávián belül ugyan jelentősnek számított, s a magyarországi piacokat a pezsgőkészítés 1920-as évekbeli beindítása valamelyest pótolta, azonban a két világháború között új beruházások nem történtek, a termelés stagnált. A 20. századra a szerémségi fajták jelentős része eltűnt.
A második világháború után a kommunista diktatúra a tulajdonviszonyokat erőszakosan átalakította: a földeket államosították, a gazdákat kolhozokba kényszerítették. Magánszemélyek hivatalosan nem termelhettek bort; a szőlőt le kellett adni az állami gazdaságokba, bor kereskedelembe csak onnan kerülhetett. A tervgazdálkodás elvárásainak megfelelően a minőségi szempontokat  felülírták a mennyiségiek, ami a szerémi borvidék jelentőségének további csökkenéséhez vezetett, többek között az édes dalmát borok dömpingje miatt.

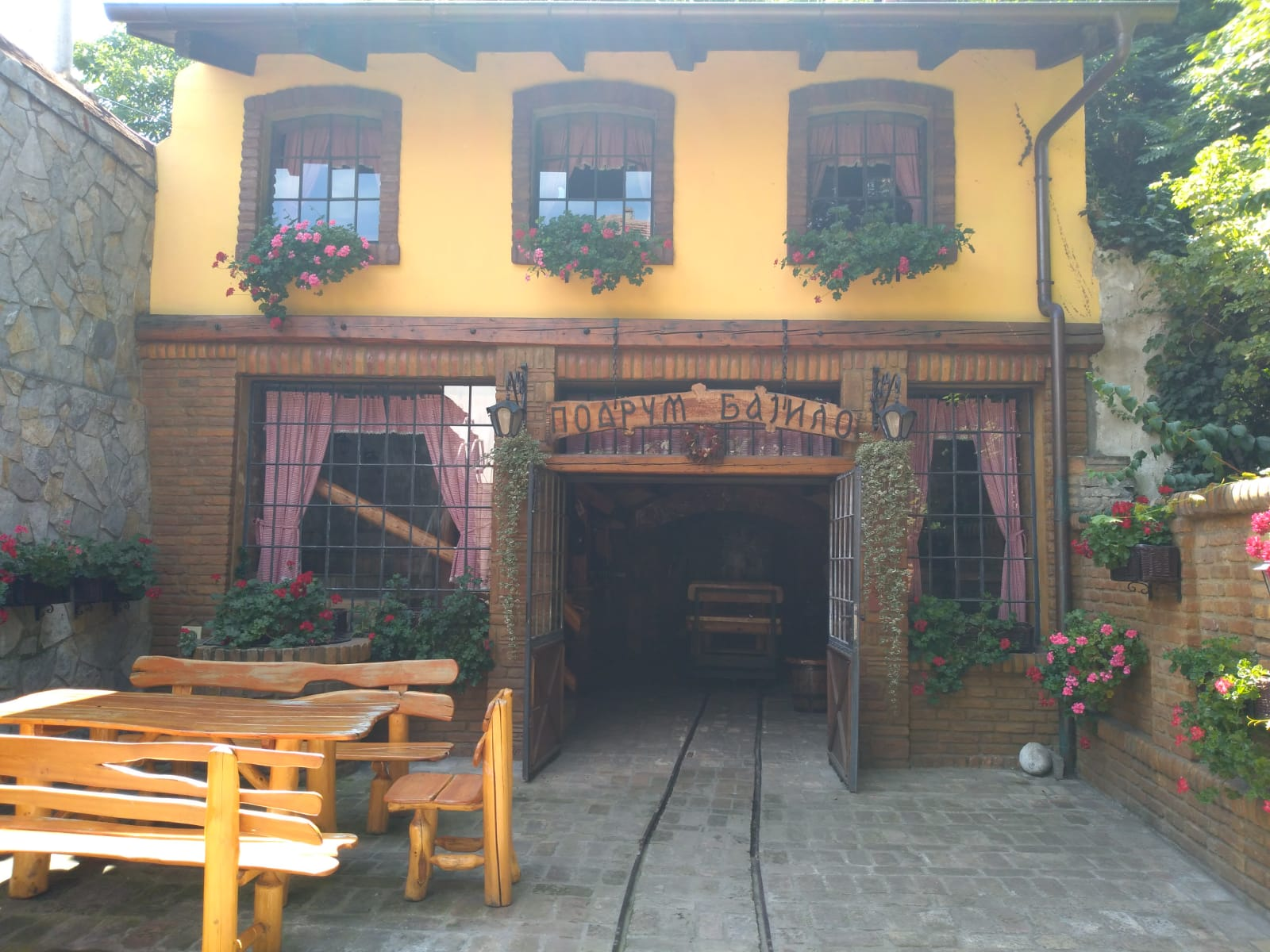
Pincevendéglő Karlócán

Jugoszlávia szétesése tette újra lehetővé a magángazdaságok működését. A termelők ugyanakkor jellemzően továbbra is a gyorsan értékesíthető folyóborra koncentrálnak, amit túlnyomórészt egy éven belül, éttermeknek értékesítenek. A fahordós érlelés ritka; palackos borokat alig készítenek, a kereskedelmi hálózat fejletlen. A borász családból származó Maurer Oszkár 1994 óta dolgozik a szerémi borvidék borászatának felélesztésén és a helyi magyar közösség erősítésén.

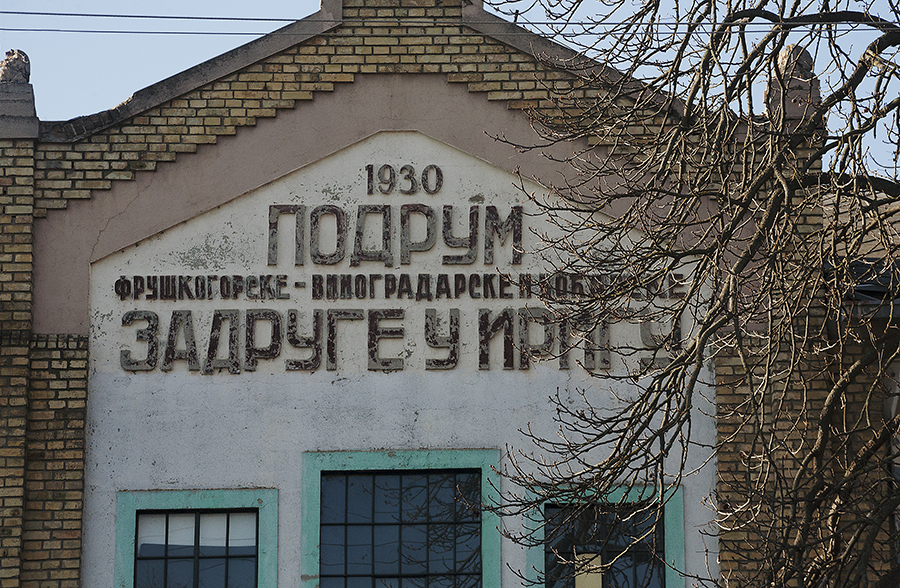
Borászat homlokzata Ürögön

## Települések
A borvidék a következő községek területén fekszik:
- Palánka község
- Belcsény község
- Újvidék város
- Karlóca község
- Sid község
- Szávaszentdemeter város
- Árpatarló község(wd)
- India község
- Ópazova község(wd)
- Ürög község

## Pincészetek
A borvidéken 2170 háztartás rendelkezik szőlőterülettel (legnagyobb számban Sid községben), ami az összes mezőgazdasági tulajdon 5,7%-a. A legismertebb Maurer Oszkár, aki elsősorban fehér fajtákkal dolgozik, és törekszik a régi fajták – bakator, szerémi zöld, mézes fehér – megőrzésére, valamint az itt jellemző karós bekművelést alkalmazza.
| Pincészet                     | Tulajdonos          | Kulcsemberek  | Település           | Szőlőterület (ha) | Megjegyzés |
| ----------------------------- | ------------------- | ------------- | ------------------- | ----------------- | ---------- |
| Ačanski Pincészet             |                     |               | Bánmonostor         |                   |            |
| Acumincum Borászat            |                     |               | Zalánkemén          |                   |            |
| Adžić Borászat                |                     |               | Temerin             |                   |            |
| Aleks Borászat                |                     |               | Újvidék             |                   |            |
| Antonijević Borászat          |                     |               | Ledince             |                   |            |
| Bajilo Pincészet              |                     |               | Karlóca             |                   |            |
| Belo Brdo Borászat            |                     |               | Cserög              | 15                |            |
| Benišek Pincészet             |                     |               | Karlóca             |                   |            |
| Bikicki Borászat              |                     |               | Belgrád/Bánmonostor | 26                |            |
| Brestovački Borászat          |                     |               | Erdővég             |                   |            |
| Burčel Todorov Borászat       |                     |               | Pétervárad          |                   |            |
| Deurić Borászat               |                     |               | Kisremete           | 16                |            |
| Do kraja sveta Pincészet      |                     |               | Újvidék             |                   |            |
| Došen Borászat                |                     |               | Karlóca             |                   |            |
| Dulka Borászat                |                     |               | Karlóca             |                   |            |
| Đurđić Borászat               |                     |               | Karlóca             |                   |            |
| Erdevik Borászat              |                     |               | Erdővég             | 30                |            |
| Gaston Wine Borászat          |                     |               | Neszt               |                   |            |
| Hopovo Szőlészet              |                     |               | Ürög                | 5,61              |            |
| Imperator Boutique Borászat   |                     |               | Újbelgrád / Dombó   | 6,0               |            |
| Kiš Borászat                  |                     |               | Karlóca             |                   |            |
| Kovačević Borászat            |                     |               | Ürög                | 20                |            |
| Kurjak Borászat               |                     |               | Karlóca             |                   |            |
| Kuzmanović Pincészet          |                     |               | Cserög              |                   |            |
| Lumber Borászat               |                     |               | Karlóca             |                   |            |
| Mačkov Pince Borászat         |                     |               | Ürög                |                   |            |
| Maurer Borászat               | családi vállalkozás | Maurer Oszkár |                     | 9                 |            |
| Milanović Borászat            |                     |               | Szurdok             |                   |            |
| Miljević Pince Borászat       |                     |               | Óledince            |                   |            |
| Milutinović Borászat          |                     |               | Újvidék             |                   |            |
| MK Kosović Borászat           |                     |               | Karlóca             | 3                 |            |
| Moćanin Borászat              |                     |               | Karlóca             |                   |            |
| Molovin Borászat              |                     |               | Sid                 |                   |            |
| Neštinska Vina Borászat       |                     |               | Neszt               |                   |            |
| Patkov Szőlészet              |                     |               | Kereked             | 2                 |            |
| Patrijaršijska Dobra Borászat |                     |               | Karlóca             |                   |            |
| Petrović Pincészet            |                     |               | Karlóca             |                   |            |
| Prekogačić Pincészet          |                     |               | Belcsény            |                   |            |
| Probus Pincészet              |                     |               | Karlóca             |                   |            |
| Quet Wine Borászat            |                     |               | Bánmonostor         | 78                |            |
| Radošević Borászat            |                     |               | Belcsény            |                   |            |
| Salaxia Borászat              |                     |               | Dombó               |                   |            |
| Šijački Borászat              |                     |               | Bánmonostor         | 11                |            |
| Stojković Pincészet           |                     |               | Bánmonostor         |                   |            |
| Šukac Pincészet               |                     |               | Karlóca             |                   |            |
| Tri međe i oblak Pincészet    |                     |               | Neszt               | 0,6               |            |
| Trivanović Pince Borászat     |                     |               | Erdővég             | 55                |            |
| Urošević Borászat             |                     |               | Bánmonostor         |                   |            |
| Veranda Borászat              |                     |               | Piros               |                   |            |
| Veritas Borászat              |                     |               | Karlóca             |                   |            |
| Vinarium Borászat             |                     |               | Bánmonostor         |                   |            |
| Vinat Borászat                |                     |               | Erdővég             |                   |            |
| Vinum Borászat                |                     |               | Újvidék             |                   |            |
| Živanović Borászat            |                     |               | Karlóca             |                   |            |

## A kultúrában
A szerémi borokat – a borvidék hírnevének megfelelően – jelentős számban említik énekek, költemények, többek között az alábbiak:
- Hagymássy Bálint: Magyarországhoz (1509)
- Nagyszombati Márton: Magyarország főuraihoz (1523)
- Farkas András: A zsidó és magyar nemzetről (1539)
- Nádasdy Tamás 1555-ös levelében idézett énektöredék (veteris cantilena)
- szerb népdal Dóczy Péterről (Dojcsin Péter; 19. század, magyar fordítás 1864)
- Laski Jeromos, Szapolyai János követének feljegyzései (1527)[11]